# Mercuriale Prati
Mercuriale Prati (Forlì, 9 ottobre 1715 – Forlì, 20 ottobre 1806) è stato un vescovo cattolico italiano.

## Biografia
Appartenente alla famiglia patrizia forlivese dei Prati, il 20 settembre 1738 fu ordinato presbitero nell'Ordine di San Benedetto, nella Congregazione dei Vallombrosani, che allora erano presenti nell'abbazia di San Mercuriale, nel centro della città di Forlì: un Mercuriale Prati era già stato, agli inizi del secolo XVIII abate di San Mercuriale (1703-1707).
Fu allievo di Leto Guidi e scrisse un trattato di ottica. Per i suoi interessi scientifici, spesso gli studenti gli dedicarono le loro tesi di ambito scientifico.
Nel 1784 fu consacrato vescovo di Forlì dal cardinale Andrea Corsini.
Il 19 aprile 1785 fece compiere una ricognizione nel sarcofago della cappella di San Valeriano di Forlì, nella cattedrale di Santa Croce: vi si trovarono i resti del santo e dei suoi compagni martiri, con anche i teschi dei Santi Grato e Marcello. Furono riposti in un'urna di maggior valore: il nuovo altare della cappella di San Valeriano, quindi, risulta un suo dono.
Dopo i grandi lavori di ristrutturazione, il 20 aprile 1788 consacrò la rinnovata chiesa della Santissima Trinità. Lo stesso anno fece restaurare i locali del seminario.
Dal 26 al 28 aprile 1792 celebrò il sinodo diocesano.
Nel 1795 consacrò la chiesetta della Beata Vergine dell'Addolorata, annessa al monastero del Corpus Domini.
Il 4 febbraio 1797 fu convocato, con altri notabili cittadini, da Napoleone Bonaparte, conquistatore, che li esortò a non voler opporsi al nuovo dominio.
Come vescovo di Forlì acquistò dal conte Giuseppe Marchesi il palazzo di famiglia e vi trasferì il vescovado.

## Genealogia episcopale
La genealogia episcopale è:
- Cardinale Scipione Rebiba
- Cardinale Giulio Antonio Santori
- Cardinale Girolamo Bernerio, O.P.
- Arcivescovo Galeazzo Sanvitale
- Cardinale Ludovico Ludovisi
- Cardinale Luigi Caetani
- Cardinale Ulderico Carpegna
- Cardinale Paluzzo Paluzzi Altieri degli Albertoni
- Papa Benedetto XIII
- Papa Benedetto XIV
- Papa Clemente XIII
- Cardinale Enrico Benedetto Stuart
- Cardinale Andrea Corsini
- Vescovo Mercuriale Prati, O.S.B.